# Magdalena Grabowska
Magdalena Grabowska (nacida como Magdalena Kumiet, 18 de septiembre de 1980) es una deportista polaca que compitió en esgrima, especialista en la modalidad de espada.
Ganó tres medallas en el Campeonato Europeo de Esgrima, en los años 2004 y 2005.

## Palmarés internacional
| Campeonato Europeo | Campeonato Europeo     | Campeonato Europeo | Campeonato Europeo |
| Año                | Lugar                  | Medalla            | Prueba             |
| ------------------ | ---------------------- | ------------------ | ------------------ |
| 2004               | Copenhague (Dinamarca) | Medalla de bronce  | Espada por equipos |
| 2005               | Zalaegerszeg (Hungría) | Medalla de plata   | Espada por equipos |
| 2005               | Zalaegerszeg (Hungría) | Medalla de bronce  | Espada individual  |